# David S. Dixon
David S. Dixon, né en 1947, est un astronome amateur américain.
Il travaille comme chercheur au Polygone d'essais de missile de White Sands au Nouveau-Mexique.
Le Centre des planètes mineures lui crédite la découverte de vingt-cinq astéroïdes, effectuées entre 1998 et 2009, dont un avec la collaboration de Janet Stevens.
L'astéroïde (51741) Davidixon lui est dédié.
| (15056) Barbaradixon | 28 décembre 1998 |
| (19718) Albertjarvis | 5 novembre 1999  |
| (31442) Stark        | 7 février 1999   |
| (38540) Stevens      | 5 novembre 1999  |
| (60186) Las Cruces   | 13 novembre 1999 |
| (66661) Wallin       | 2 octobre 1999   |
| (71556) Page         | 27 février 2000  |
| (90463) Johnrichard  | 14 février 2004  |
| (120074) Bass        | 1er mars 2003    |